# Bellac
 Bellac  (em occitano Belac) é uma localidade e comuna francesa, na região de Nova Aquitânia, departamento de Alto Vienne. É a subprefeitura do distrito de Bellac e a cabeça do cantão de Bellac. Está integrada na Communauté de communes du Haut Limousin, onde é a de maior número de habitantes.